# ミネアポリス・セントポール都市圏
| ミネアポリス・セントポール大都市圏 Minneapolis–Saint Paul アメリカ合衆国国勢調査局指定地域 | ミネアポリス・セントポール大都市圏 Minneapolis–Saint Paul アメリカ合衆国国勢調査局指定地域 |                                     |
| ミネアポリス・セントポール・セントクラウド広域都市圏                                       | ミネアポリス・セントポール・セントクラウド広域都市圏 |                                     |
| ------------------------------------------------------------------------------------------ | --- | ----------------------------------- |
| 人口                                                                                       | 3,759,978 （国内第14位） |                                     |
| ミネソタ州の郡                                                                             | アノーカ郡 · カーバー郡 · シサゴ郡 · ダコタ郡 · グッドヒュー郡 · ヘネピン郡 · アイサンティ郡 · マックロード郡 · ラムゼー郡 · ライス郡 · スコット郡 · シャーバーン郡 · スターンズ郡 · ワシントン郡 · ライト郡 |                                     |
| ウィスコンシン州の郡                                                                       | ピアース郡 · セントクロワ郡 |                                     |
| ミネアポリス・セントポール・ブルーミントン大都市圏                                         | |                                     |
| 人口                                                                                       | 3,422,264 （国内第15位） |                                     |
| 最大都市                                                                                   | ミネアポリス |                                     |
| その他の都市                                                                               | セントポール - ブルーミントン - ブルックリンパーク - プリマス - ウッドベリー - メイプルグローブ - クーンラピッズ - イーガン - イーデンプレーリー - バーンズビル - ブレイン                                   |                                     |
| 人口密度                                                                                   | 489.7人/平方マイル (189.06人/km²) | 489.7人/平方マイル (189.06人/km²)   |
| 面積                                                                                       | 6,364.12 平方マイル (16,483.07 km²) | 6,364.12 平方マイル (16,483.07 km²) |
| ミネソタ州の郡                                                                             | アノーカ郡 · カーバー郡 · シサゴ郡 · ダコタ郡 · ヘネピン郡 · アイサンティ郡 · ラムゼー郡 · スコット郡 · シャーバーン郡 · ワシントン郡 · ライト郡                                                             |                                     |
| ウィスコンシン州の郡                                                                       | ピアース郡 · セントクロワ郡 |                                     |
| 地域コード                                                                                 | 612 · 651 · 763 · 952 (MN) 534 . 715 (WI) |                                     |

ミネアポリス・セントポール都市圏（ミネアポリス・セントポールとしけん、英: Minneapolis–Saint Paul）は、アメリカ合衆国ミネソタ州で最大の都市圏であり、182の都市と郡区で構成されている。ミシシッピ川、ミネソタ川およびセントクロワ川を軸に固まっている。人口最大の都市ミネアポリスと州都セントポールを合わせて「ツインシティーズ」と呼ばれ、これが都市圏の通称にもなっている。地理的な近接性という意味で双子都市の古典的な例である。
この都市圏はアメリカ合衆国国勢調査局が定義するミネアポリス・セントポール・ブルーミントン大都市圏の一部になっている。国内では第15位の大きさであり、ミネソタ州の11郡とウィスコンシン州の2郡を含み、人口は2010年国勢調査時点で3,422,264 人だった。この大都市圏は更に広域のミネアポリス・セントポール・セントクラウド広域都市圏に含まれ、その人口は3,759,978 人、国内第13位である。
実際に2つの都市があったことで、1872年頃に住民はデュアル・シティーズという言葉を使い始め、それがツインシティーズに変わってきた。ミネソタ州外やウィスコンシン州西部の住民が言葉を短く単純に「ザ・シティーズ」と呼ぶのも通常にあることである。「ツイン」と表現されても2つの都市は独立した自治体であり、その境界線は明白である。ミネアポリス市は近代的な高層ビルがあり幾らか若いものがある。セントポールはヨーロッパの都市に似て、古風な地区があり、ビクトリア期後期の数多い建築が保存状態良く残されている。
2つの都市の文化的背景は異なっている。ミネアポリス市は初期にスカンディナビア系とルーテル教会信徒が多かった遺産を残しており、また北アメリカでは最大のソマリ族移民がいる。セントポール市は初期移民のフランス系、アイルランド系、ドイツ系とカトリック信徒が多かった影響を残し、現在はミャオ族が増えている。

## 地域

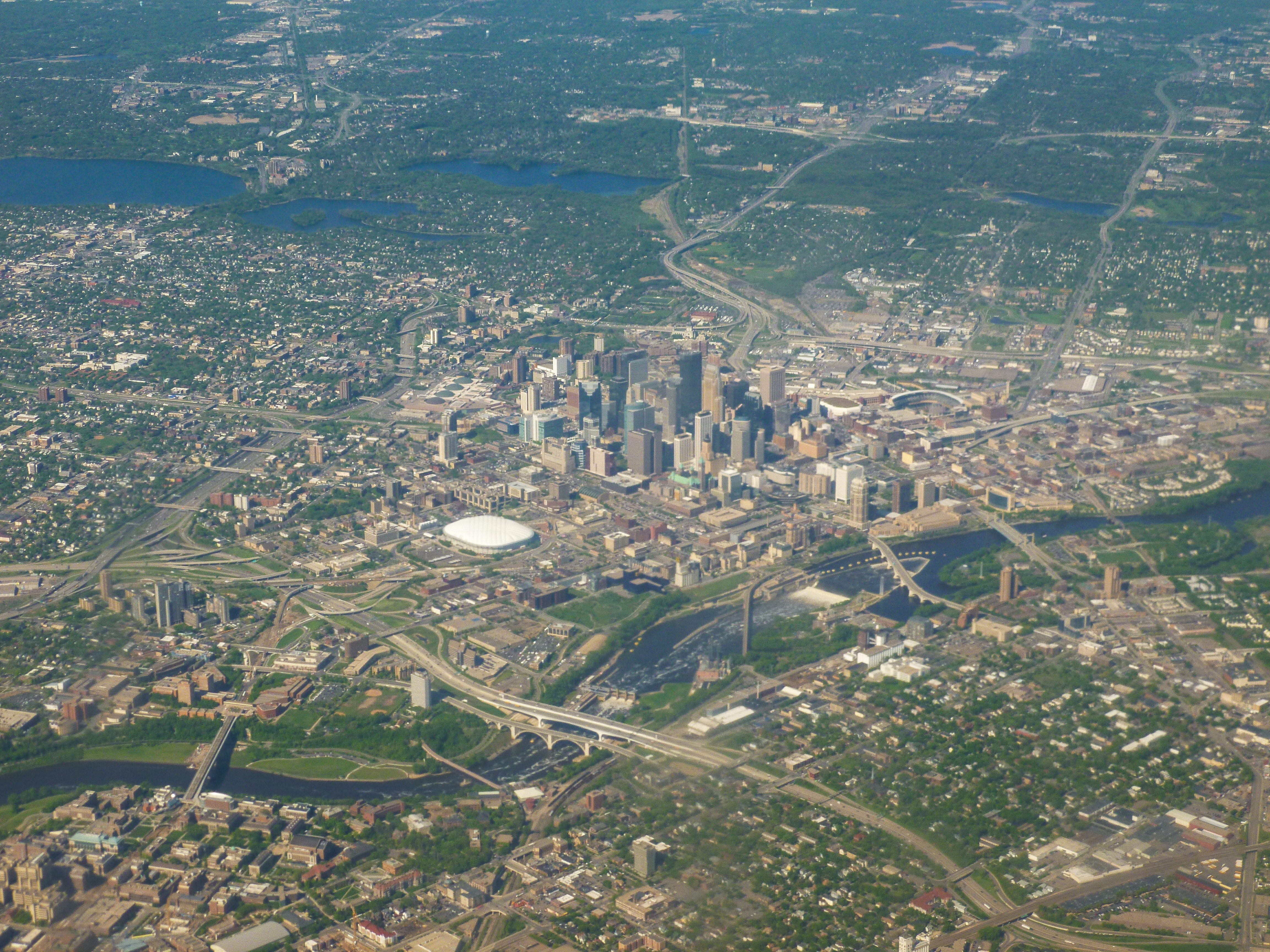
ミネアポリス市と周辺郊外部の航空写真（2012年）

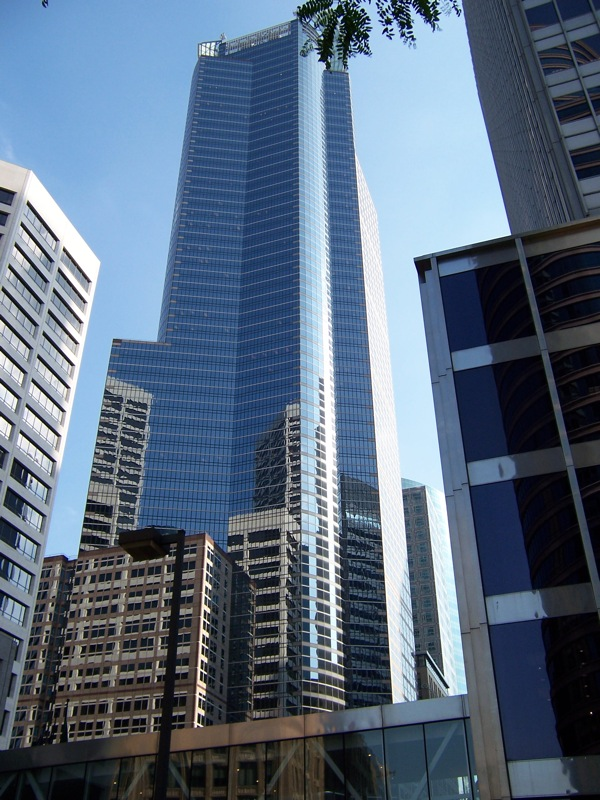
ミネアポリス市中心街にあるカペラ・タワー

アメリカ合衆国国勢調査局の定義ではミネアポリス・セントポール・ブルーミントン大都市圏にミネソタ州の11郡とウィスコンシン州の2郡を含めており、2010年の人口は342万2264人だった。この都市圏は急速に成長しており、今後20年以内に400万人を超えると予測されている。この都市圏第3の都市であるブルーミントンは、ミネソタ州全体でも人口第4位の都市である。2000年国勢調査からブルーミントンが都市圏の名称に加えられたが、地元の人々は主要都市というよりも大型衛星都市と考える者が多い。市内にあるモール・オブ・アメリカは広域から買い物客を集めている。
地元の人々は「ツインシティーズ」について話すときに、ミネソタ州のみの7郡のみを指す場合があり、それらは大都市圏委員会の管轄権に入っている。この7郡の都市圏ではそれぞれの中核都市から広がる都市化が連続しており、幾つかの衛星都市のみが例外になっている。中核地域から外に広がる郊外部の環が幾つかできているのは、20世紀初期に中核都市が併合する力が限られていたことによるものであり、このためにミネアポリス市とセントポール市の拡張は止まった。現在の州法の下では、法人化した都市を郡区あるいは町よりも併合に対して保護している。7郡地域には188の自治体があり、11郡（グレーター・ツインシティーズ）地域には334の自治体がある。このことは、中心となる都市が主要な土地所有者である他の主要都市やその都市圏とは異なっている。
ミネソタ州民の過半数がツインシティーズ地域に住んでいるが、4人に1人弱が2つの中核都市に住んでいる。地域の住宅価格変化をケイス・シラー指数を使って定期的に監視しており、統計はスタンダード・アンド・プアーズが出版している。アメリカ合衆国の住宅用不動産市場を評価するためにスタンダード・アンド・プアーズが使う20都市合成指数の要素でもある。
ツインシティーズは、芸術、メディア、食材、祭、および歴史において共通の文化的伝承を共有している。ツインシティーズの人々は2つの中核都市で今も働いている。この都市圏はミネソタ州のはっきり分かれた地域の1つである。
ツインシティーズが文化や経済で傑出していることは、ミネソタ州の他の部分に住んでいる人やウィスコンシン州最西部から中部に住んでいる人によって言及される方法で明らかである。これらの地域の人々は、ミネアポリス・セントポール地域に行く人のことを「ザ・シティーズ」に行くと話すことが多い。多くの者にとってツインシティーズを訪問することは目立つ出来事である。ツインシティーズの住人も、どこに住んでいるかを尋ねられたときに「ザ・シティーズ」と答えることが多く、さらに聞かれれば、実際の市名を言うことになる。

## 競争意識
ミネアポリス市とセントポール市は設立以来競い合ってきており、ある場合にはその努力が重なることもあった。セントポール市が1915年に聖パウロ大聖堂を完成させた後、ミネアポリス市は1926年に同じくらい装飾を施した聖マリア大聖堂を建設して続いた。19世紀後半から20世紀初期、その競争意識が激しくなったので、片方の都市で活動した建築家が、他方の都市で営業を断られることもあった。1890年国勢調査では、互いの調査員を逮捕したり誘拐したりして、相手の市の数字が上回らないよう図ったことすらあった。

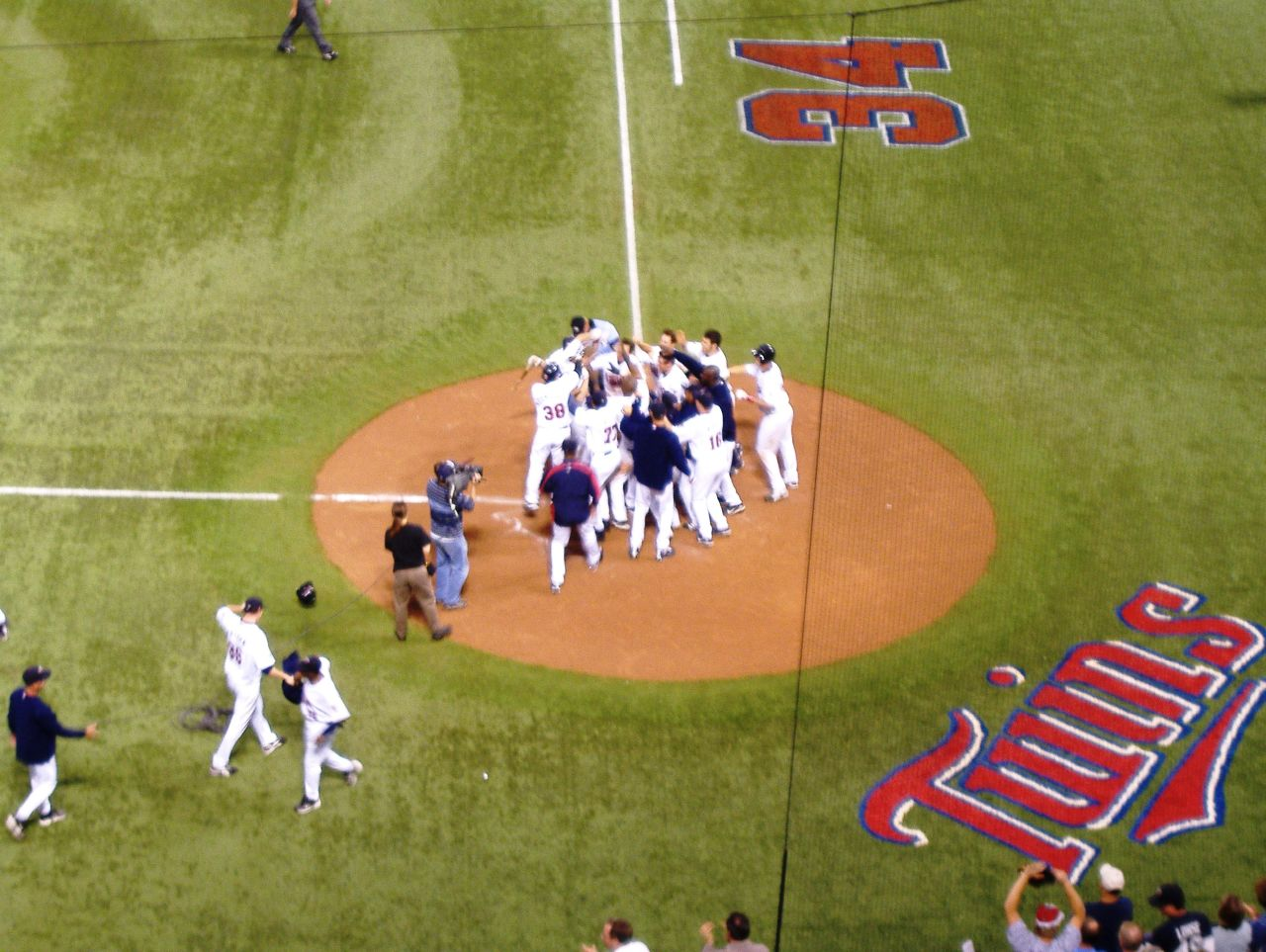
ミネソタ・ツインズが試合に勝利した瞬間、ヒューバート・H・ハンフリー・メトロドームで

この競争意識が都市間の暴力事件になったこともあった。マイナーリーグベースボールのアメリカン・アソシエーションに加盟していたミネアポリス・ミラーズとセントポール・セインツ（1993年創設の現在のチームとは別）は、戦没将兵追悼記念日、独立記念日、レイバー・デーなどの祝日に、両チームの本拠地球場（ニコレット・パークとレキシントン・パーク）で交互に午前・午後のダブルヘッダーを開催していた。1929年7月4日、ニコレット・パークで行われた午前の試合において発生した乱闘は、警官十数名が対処する事態となった。1950年代にはメジャーリーグベースボール（MLB）のフランチャイズを巡って競い合い、どちらも野球場を新設した（メトロポリタン・スタジアムとミッドウェイ・スタジアム）。
1960年、ミネアポリスを冠したためにセントポールのファン獲得に失敗し、強豪チームでありながら観客動員数が伸び悩んでいたナショナル・バスケットボール・アソシエーション（NBA）のミネアポリス・レイカーズ（現在のロサンゼルス・レイカーズ）がロサンゼルスへ移転した。この一件を教訓に、翌1961年、ワシントンD.C.から移転してきたMLBのアメリカンリーグに加盟するミネソタ・ツインズと、ツインシティーズで創設したナショナル・フットボール・リーグ（NFL）のミネソタ・バイキングスはどちらも州名を冠し、都市名を冠さないようにした。このことは、両都市の反目が1960年代末までにほとんど消えることに貢献した。これ以降、ナショナルホッケーリーグ（NHL）のミネソタ・ノーススターズ（現在のダラス・スターズ）、NBAのミネソタ・ティンバーウルブズ、NHLのミネソタ・ワイルドなど、ツインシティーズに本拠地を置く北米4大プロスポーツリーグのチームは、いずれも州名を冠することが通例となっている。
1960年半ばの数週間ではあるが、セントポールが夏時間を採用しなかったためにミネアポリスより1時間遅れたままのこともあった。町の発展という視点では両市ともに独自の道を歩んでおり、ミネアポリス市にはアバンギャルドの建築ができ、セントポール市は新しい建物を古典的ビクトリア様式の中に溶け込むようにさせている。

## 文化

### アウトドア

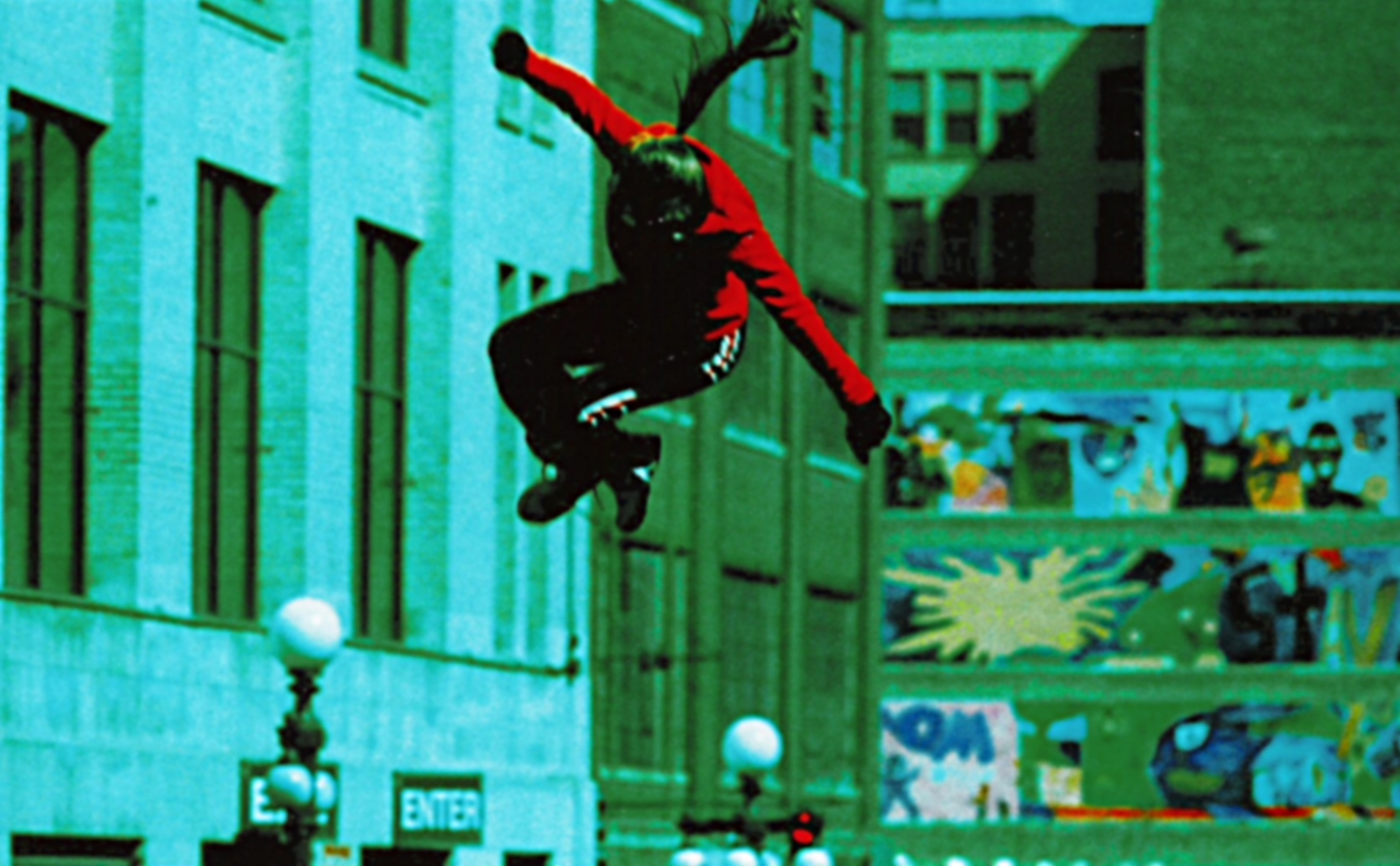
セントポール・バウンシングチームのトランポリン演技

この地域には多くの湖があり、都市にはレクリエーション用に大変広大な公園体系がある。組織化されたレクリエーションとして、グレート川エナジー・バイシクル祭、ツインシティーズ・マラソン、アメリカ・ポンドホッケー選手権がある。地域住民がこのような環境の利点を生かし、国内のどこよりも肉体的に適応しているとする研究もあるが、これに異論を唱える者もいる。それでも医療が地域と南東部の都市ロチェスターの主要産業であり、ミネソタ大学は他のカレッジや病院と組んで重要な研究を行い、主要医療機器メーカーはこの地域で創業した（代表例がメドトロニック）。技術的革新によってクレイのスーパーコンピューターなど計算機分野でも重要な進歩をもたらした。
ツインシティーズ地域の住人が州中央部や北部でキャビンなどの資産を湖岸や森の中に所有あるいは共有するのはよくある話であり、温かい季節には北への週末の旅行が多い。冬季にはアイス・フィッシングも余暇の1つになっている。欲張りな釣り人が、あまりに早い時期あるいは遅い時期に氷の世界に入って危ない状況に見舞われるというのも、毎年あることである。狩猟、スノーモービル、全地形対応車、など多くのアウトドア活動の人気が高い。アウトドアとの結びつきからか、州民の環境意識にも強いものがある。
2011年と2012年、アメリカ・スポーツ医学カレッジがミネアポリス・セントポール都市圏をアメリカで最も健康的な都市圏に指定した。

### 宗教

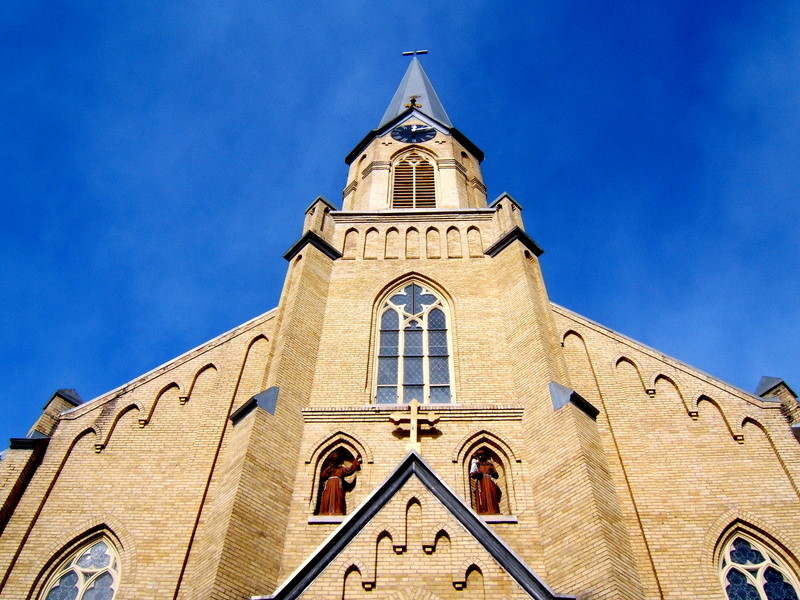
チャスカにあるガーディアン・エンジェルス・カトリック教会

ミネアポリス・セントポール都市圏は州内の宗教、特にキリスト教の中心でもある。ローマ・カトリック教会セントポール・ミネアポリス大教区、聖公会ミネソタ教区、長老派教会レイクス・アンド・プレーリー教区、末日聖徒イエス・キリスト教会と4つの宗派の活動拠点がある。長老派教会と末日聖徒イエス・キリスト教会は、セントポール、ミネアポリス、ブルーミントンに伝道所を構えている。
元のアメリカ・ルーテル教会、福音主義ルーテル教会、ルーテル自由教会、オーガスタナ福音主義ルーテル教会の各本部がミネアポリスにあった。オーグスバーグ・フォートレス印刷所の本部は残っている。アメリカ福音ルター派教会のミネアポリス地域教区は国内第1位、セントポール地域教区は国内第3位の大きさである。
アメリカ福音主義自由教会がブルーミントンに本部を置き、自由ルーテル派教会の本部はプリマスにあり、神学校や聖書学校も備えている。
この都市圏ではユダヤ人のためのシナゴーグが幾つかあり、ミネアポリス市西郊外のゴールデンバレー、セントルイスパーク、ミネトンカに集中している。インド系住民も多いので、2006年には郊外のメイプルグローブにヒンドゥー教寺院が開設された。近年ではラオスや北アフリカからの移民も増えており、宗教が多様になっている。イスラム教の礼拝所もできている。郊外のチャンハッセンにはテンプル・オブ・エックというエッカンカー宗教のための寺院がある。さらにミャオ族やチベット族仏教徒がセントポールに多く住んでいるので、ミャオ族の仏教寺院は1995年に郊外のローズビルに開設された。2000年、末日聖徒イエス・キリスト教会のセントポール寺院がセントポール東のオークデールに開設された。ミネアポリスの第一ユニタリアン協会のような大変強いユニタリアン・ユニバーサリストの社会があれば、また幾つかペイガニズムや仏教徒の強い団体もある。セントポール市とミネアポリス市は異教徒が多いので、ペイガニスタンと呼ばれてきた。この大都市圏に推計で2万人の異教徒がいる。オールド・ビリーフ・ソサイエティが2010年にノースイースト・ミネアポリスに寺院を開設した。
ミネアポリスはビリー・グラハム福音主義協会が始まったところであり、50年以上も続いていた。

## 人口動態
アメリカ合衆国国勢調査局による2006年から2008年のアメリカン・コミュニティ・サーベイ統計に拠れば、ミネアポリス・セントポール都市圏の人口尾は3,197,225 人、約49.7%が男性、50.3%が女性だった。

### 年齢別人口構成
- 5歳未満: 7.2%
- 5–9 歳: 6.8%
- 10–14 歳: 7.0%
- 15–19 歳: 6.9%
- 20–24 歳: 6.5%
- 25–34 歳: 13.6%
- 35–44 歳: 15.7%
- 45–54 歳: 15.8%
- 55–59 歳: 6.1%
- 60–64 歳: 4.4%
- 65–74 歳: 5.3%
- 75–84 歳: 3.2%
- 85 歳以上: 1.5%

年齢の中央値: 36.3 歳

### 人種と民族
- 白人: 84.3%（非ヒスパニック白人: 81.6%）
- アフリカン・アメリカン: 6.4%
- ネイティブ・アメリカン: 0.6%
- アジア人: 4.9%
- 太平洋諸島系: 0.0%
- その他の人種: 1.7%
- 混血: 2.1%
- ヒスパニック・ラテン系: 4.6%

### 祖先による民族構成
祖先の出身民族（ヨーロッパ）による構成は次のようになっている
- ドイツ系: 35.5%
- ノルウェー系: 14.7%
- アイルランド系: 13.2%
- スウェーデン系: 10.2%
- イギリス系: 6.9%
- ポーランド系: 5.1%
- フランス系: 4.6%
- イタリア系: 3.0%
- チェコ系: 1.8%
- オランダ系: 1.7%

### 出生地による分類
都市圏人口の約91.2%はアメリカ合衆国国内の生まれである。この中で90.6%が本国内、0.6%がプエルトリコなどアメリカ海外領土の生まれであるか、アメリカ人の両親の子である。残り8.8%が諸外国の生まれである。
移民の中ではアジア系 38.2%、ラテンアメリカ系 25.4%、アフリカ系 20.1%となり、ヨーロッパ系13.1%、北アメリカの他所から3.0%、オセアニアから0.2%だった。

### 家庭で話されている言語
これまで家庭で話されている言語としては英語が最も多く、5歳以上の人口の88.0%が家庭で英語を話している。続いてスペイン語が4.1%、アジア系の言語が3.6%、インド・ヨーロッパ語族の言語が2.4%である。残り1.9%が他の言語を話している。

## スポーツ
下表はミネアポリス・セントポール都市圏のプロスポーツである。
| クラブ名                     | スポーツ                 | 加盟リーグ | 本拠地                       | 都市           | 優勝履歴                               |
| ---------------------------- | ------------------------ | ---------- | ---------------------------- | -------------- | -------------------------------------- |
| ミネソタ・ツインズ           | 野球                     | MLB        | ターゲット・フィールド       | ミネアポリス市 | 1987年と1991年にワールドシリーズを制覇 |
| ミネソタ・バイキングス       | アメリカン・フットボール | NFL        | USバンク・スタジアム         | ミネアポリス市 | 1969年にNFLチャンピオン                |
| ミネソタ・ティンバーウルブズ | バスケットボール         | NBA        | ターゲット・センター         | ミネアポリス市 |                                        |
| ミネソタ・リンクス           | バスケットボール         | WNBA       | ターゲット・センター         | ミネアポリス市 | 2011年と2013年にチャンピオン           |
| ミネソタ・ワイルド           | アイスホッケー           | NHL        | エクセル・エナジー・センター | セントポール市 |                                        |
| ミネソタ・ユナイテッドFC     | サッカー                 | MLS        | アリアンツ・フィールド       | セントポール市 | 2017年加盟                             |

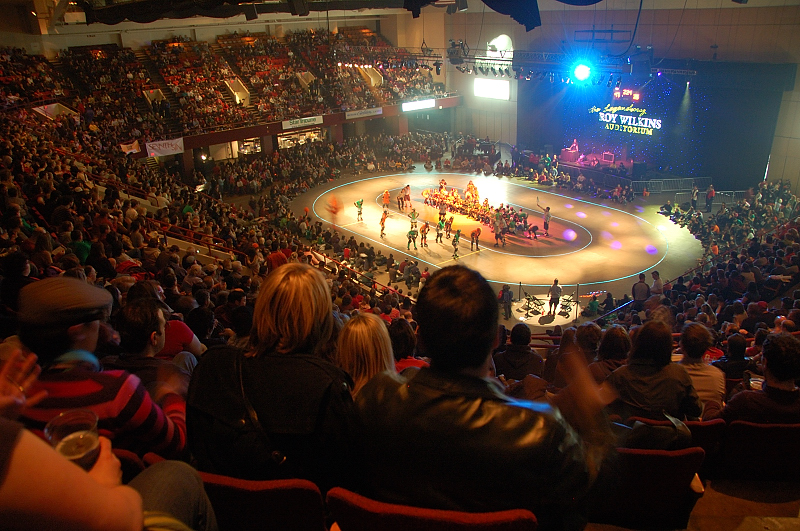
2007年、ミネソタ・ローラーガールズの開幕戦には3,700人以上の観衆が集まった

この大都市圏は4大スポーツ（MLB、NFL、NBA、NHL）の全てにチームを持っていることで、全米12大都市圏の1つとなっている。都市名を冠すると、たとえ強豪チームであってもチームの運営が困難になることを証明したレイカーズの一件以来、ツインシティーズに本拠地を置くメジャープロスポーツチームは全て州名のミネソタを冠するようになっている。1992年には第26回スーパーボウルが開催され、最も北の開催地となった。
最初のメジャープロスポーツチームはNFLのミネアポリス・マリーンズ／レッドジャケッツだったが、弱小チームだったことに加え、当時の両市におけるアメリカンフットボールの関心事はカレッジフットボールのミネソタ大学ツインシティー校（ミネソタ・ゴールデン・ゴーファーズ・フットボール）の活躍であり、1930年に解散した。
他の都市へ移転したプロスポーツチームには、NBAのミネアポリス・レイカーズ（現在のロサンゼルス・レイカーズ）、NHLのミネソタ・ノーススターズ（現在のダラス・スターズ）、NLLのミネソタ・スワーム（現在のジョージア・スワーム）があった。
毎年秋にはミネアポリス市とセントポール市をぬけるツインシティーズ・マラソン大会が開催されている。ミネアポリス市はローラーブレードの誕生地であり、インラインスケートの中心地でもある。人口当たりのゴルフ人口は全米一である。さらに都市圏の南東、比較的近い所にあるペピン湖では水上スキーが始まった。
アメリカのバンディでもこのツインシティーズが中心になっている。

## 政治
2008年、セントポール市のエクセル・エナジー・センターで、共和党全国委員会が指名大会を開催した。両市は共同で2008年民主党全国大会と2008年共和党全国大会の開催地に立候補した。民主党大会ではデンバー市やニューヨーク市と競い、共和党大会ではニューヨーク市、クリーブランド市、タンパ市と競った。それ以前は1892年にミネアポリス市で共和党全国大会が開催されていた。
全国レベルの選挙、とくに大統領選挙で、ミネソタ州は圧倒的に民主党を支持している。1960年以降で見れば、1972年のリチャード・ニクソンが共和党候補として唯一ミネソタ州を制した。ニクソンは全国でも大勝して当選した。1984年には州出身のウォルター・モンデールを支持した。この年、ロナルド・レーガンが唯一勝てなかった州になった。州知事選挙ではｄｓ、民主党が一方的ではなく、この50年間で民主党と共和党が交互に知事を出してきた。1998年に改革党公認でジェシー・ベンチュラが出馬し、二大政党以外で唯一当選した者となった。

## 経済
ミネアポリス・セントポール都市圏には、フォーチュン500に入っている会社のうち18社が本社を置いている（州内は19社）。それらは、ユナイテッドヘルス・グループ、ターゲット・コーポレーション、ベスト・バイ、スーパーバリュー、CHS、3M、USバンコープ、メドトロニック、ジェネラルミルズ、ランド・オレイクス、エクセル・エナジー、アメリプライズ・フィナンシャル、CHロビンソン・ワールドワイド、モザイク、スライベント・フィナンシャル、エコラブ、セントジュード・メディカル、ナッシュ・フィンチである。民間大企業としてカーギル、カールソン、アンダーセン、ホリデイ・ステーションストアズ、シュワン・フード・カンパニーがある。外国企業でアメリカ本社をこの大都市圏に置く企業としては、アリアンツ、カナダ太平洋鉄道、コロプラスト、ピアソンVUE、ペンテア、カナダロイヤル銀行がある。アメリカ合衆国中西部のなかでは、経済規模でシカゴに次いで第2位となっている。
この大都市圏は急速に成長を続けている。北アメリカで医療器具の生産では第2位である。2013年8月、雑誌フォーブスの「事業と経歴のための最良の場所」リストに入った。

## 歴史

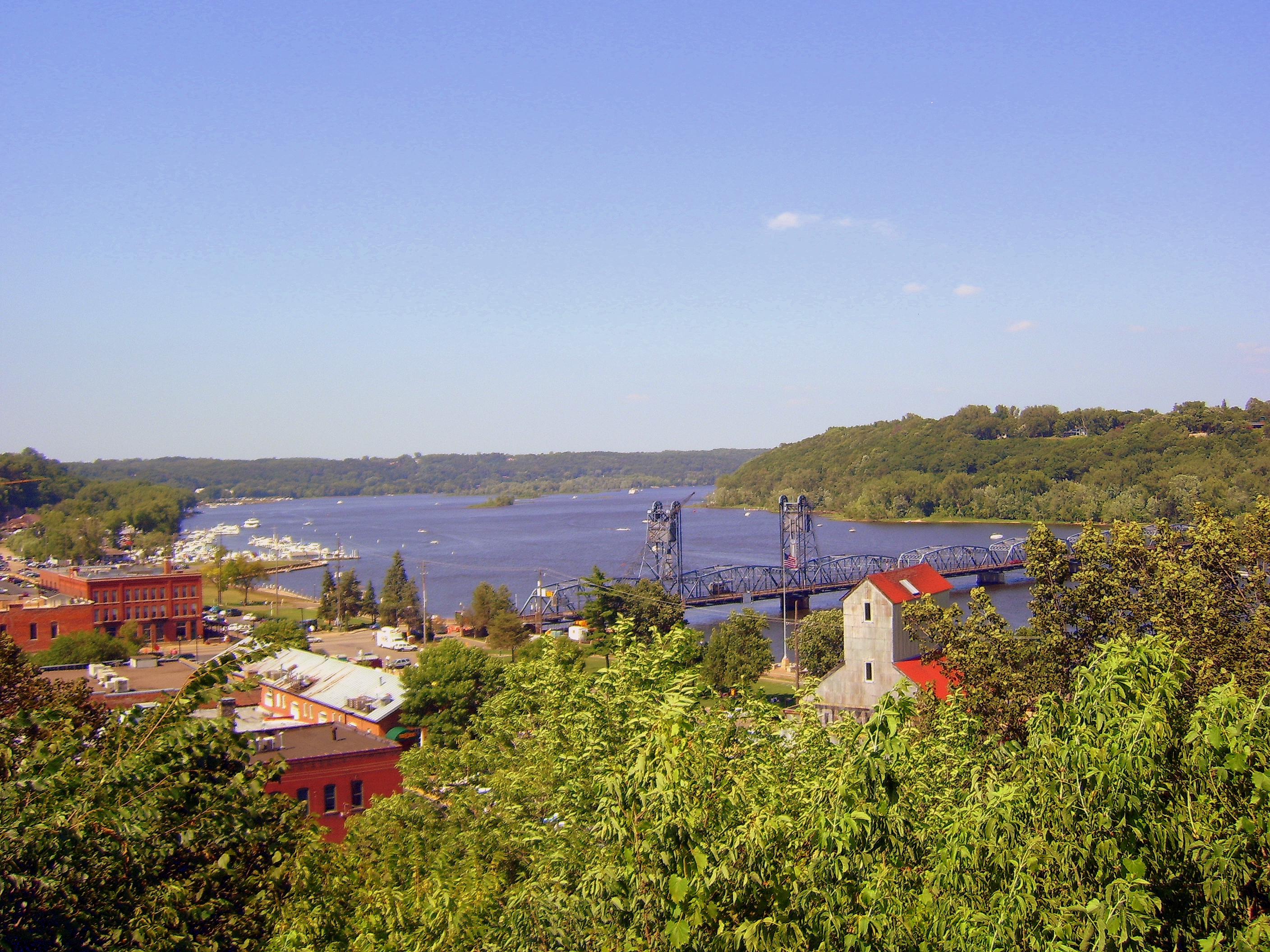
スティルウォーター市のセントクロワ川

この地域で最初のヨーロッパ人開拓地は現在スティルウォーターと呼ばれる町の近くだった。同市はセントポール市の下流約20マイル (32 km) にあり、ミネソタ州とウィスコンシン州の州境になっているセントクロワ川の西岸である。この地域の発展を加速させたもう1つの開拓地はフォートスネリングの前進基地であり、ミネソタ川とミシシッピ川の合流点に、1820年から1825年に建設された。
フォートスネリングはセントアンソニー滝から南の土地に対する管轄権があったので、川の北ではセントアンソニーと呼ばれる町が成長した。その後の数年間で川の南岸に住んだ唯一のヨーロッパ系住人はジョン・H・スティーブンス大佐であり、川の渡し船を運航した。フォートスネリングが支配する地域が減少すると、新しい開拓者が新しいミネアポリスの村に集まり始めた。この町が急速に成長し、ミネアポリスとセントアンソニーが合併した。ミシシッピ川の東岸では、ピッグズアイやランバーツ・ランディングのような村が幾つか発展し、間もなく成長してセントポールとなった。

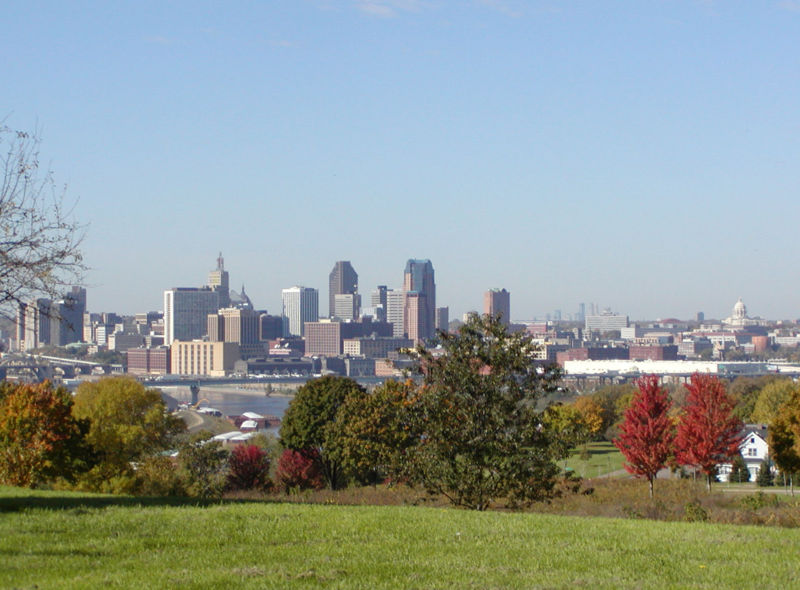
セントポール市、ミシシッピ川のバージが見える、背景はミネアポリス市と州会議事堂、手前右に典型的な19世紀の家屋が見える

この2つの市の開拓と発展には地形が大きな役割を果たした。この地域のミシシッピ川流域は川の両岸を縁取る岩の崖で定義されている。セントポール市はランバーツ・ランディングの周辺に成長した。この地点は上流に昇ってきた船が容易に近付くことができる最後の荷揚場だった。セントアンソニー滝からは7マイル (11 km) 下流にあった。その水力が貴重だったことで、ミネアポリスは工業都市として成長することになった。この滝は、当時世界最大級の工場だったウォッシュバーン"A"ミルに入っているミルシティ博物館から見ることができる。
州内最古の農園はミネソタ州都市圏の最も東にあるワシントン郡にある。ジョセフ・ハスケルがミネソタで最初の農夫であり、1840年に現在のトレーディンポスト・トレイル沿いアフトン・タウンシップの一部となっている所で最初の収穫を上げた。

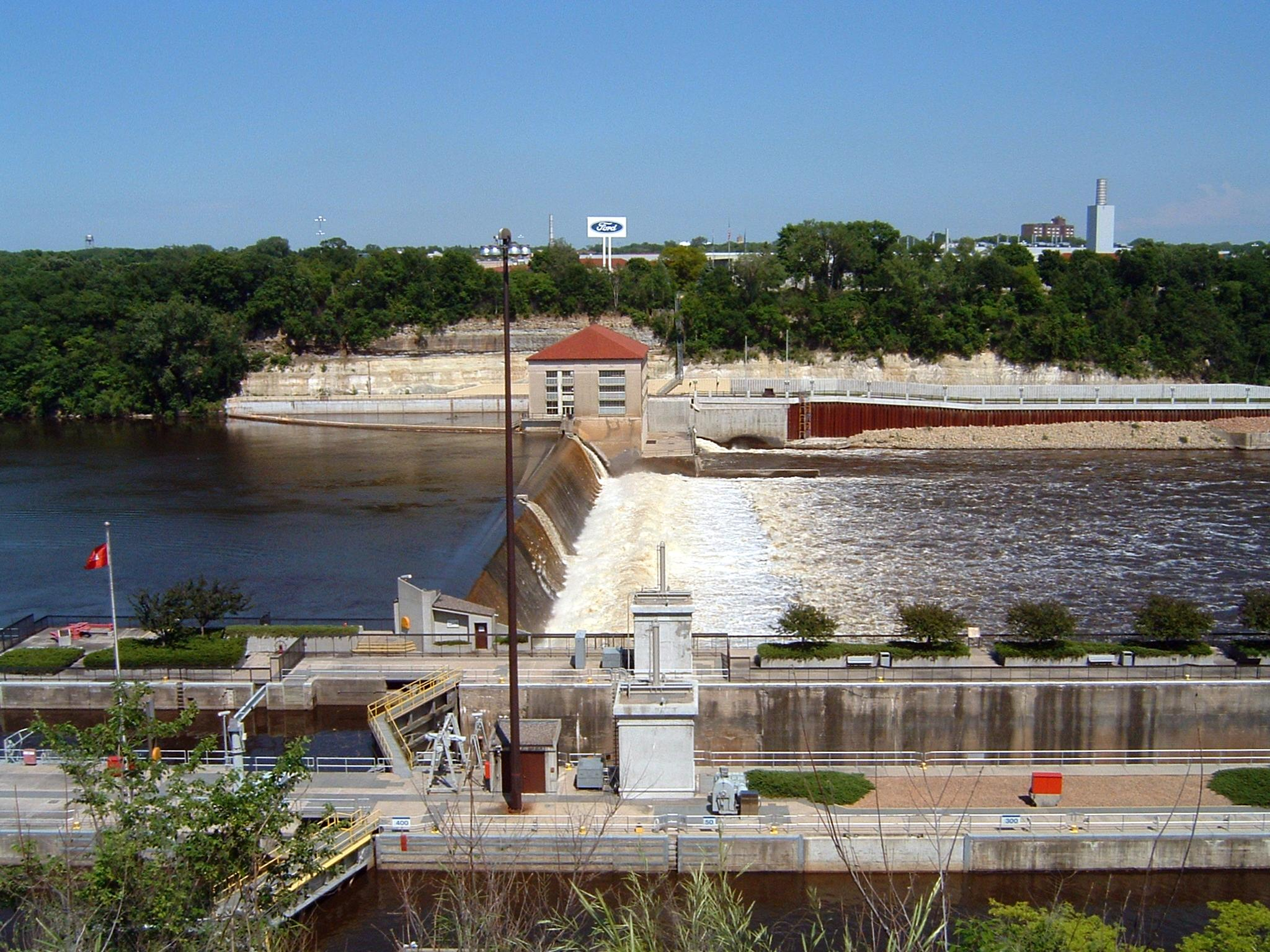
ミシシッピ川閘門とダム第1号、ミネソタ川のすぐ上流

ロックアイランド鉄道が後援した中西部上流の旅、グランド・エクスカーションによって、1854年に鉄道と蒸気船で地域に千人以上の好奇心の強い旅人を運んできた。翌1855年、ヘンリー・ワズワース・ロングフェローが、オジブワ族インディアンのハイアワサに関する伝説に基づき、叙事詩『ハイアワサの歌』を出版した。この話にはミネトンカ湖やミネハハ滝など土地の自然の目印が多く含まれていた。東部の新聞でグランド・エクスカーションの記事が掲載され、ロングフェローの話を読んだ人々がその後の数十年間でこの地に集まるようになった。
この地域には一時期多くの旅客鉄道が走っていた。都市間の電車や州間の鉄道の双方があった。この地域より南では川幅が広くなるので、ミネアポリス・セントポール都市圏は鉄道でミシシッピ川を渡ることができる数少ない場所の1つになっていた。多数の商業鉄道が地域を通り、ミネアポリスで加工される穀物を運び、セントポールにはミシシッピ川を下って運ばれる商品を配達した。セントポールは長い間航行可能な上限であったが、上流のミネアポリスにミシシッピ川閘門とダム第1号が建設され、船が届くようになった。
鉄道の旅客輸送は1888年がそのピークであり、セントポールのユニオン駅を利用した者が年間800万人近くになった。これは1日約150本の列車が発着した勘定になった。それから間もなく、川の南でも渡河できる鉄道が建設され、地域の交通は衰退を始めた。鉄道会社は自動車の興隆に対抗するために、シカゴからこの都市圏まで最初期の流線形車両を走らせ、その先は太平洋岸北西部の終点を目指した。今日、この列車の名残としてアムトラックの「エンパイア・ビルダー」列車が毎日1往復している。これは最も利用される長距離列車であり、鉄道業界の大立て者ジェイムズ・J・ヒルにちなんで名付けられた。ヒルはセントポールのサミット・アベニューに住み、その家は現在ジェイムズ・J・ヒル・ハウスと呼ばれている。
産業革命で成長した北部の多くの都市と同様に、ミネアポリス市とセントポール市は重工業が衰退するにつれてその経済基盤を転換させてきた。特に1960年代と1970年代が顕著だった。経済の衰退は都市部人口の衰退でもあり、白人は郊外部に脱出し、1967年夏にはミネアポリス市のノースサイドで人種暴動が発生した。しかし1980年から1990年代までにラストベルトと呼ばれることの多かったミネアポリス市とセントポール市が、サービス業、ハイテク、金融、情報経済への転換に成功した。

## 地理と地質
ミネアポリス市とセントポール市の地域はミネソタ州の大部分と同様に数百万年の間に水と氷で形作られてきた。土地は海が侵入し後退したときに積み重なった砂岩と石灰岩の厚い層の上に乗っている。侵食で自然の洞穴ができ、白人が入ってきたときには鉱山になっていた。禁酒法時代にこれら隠れたスペースに少なくとも1つの密造酒製造所が造られ、最後はセントポールのウォバシャ通り洞窟のように改修された。
地域にある湖群は氷河の動きによって形成され、形を変えられた。氷河は地域に多くの湖を残し、変わった形状のものもある。例えばミネトンカ湖はツインシティーズの西側にあり、複雑な水路や大型の入り江がある。大都市圏の標高は北西部で1,376フィート (419 m)、南東のミシシッピ川岸で666フィート (203 m)である。

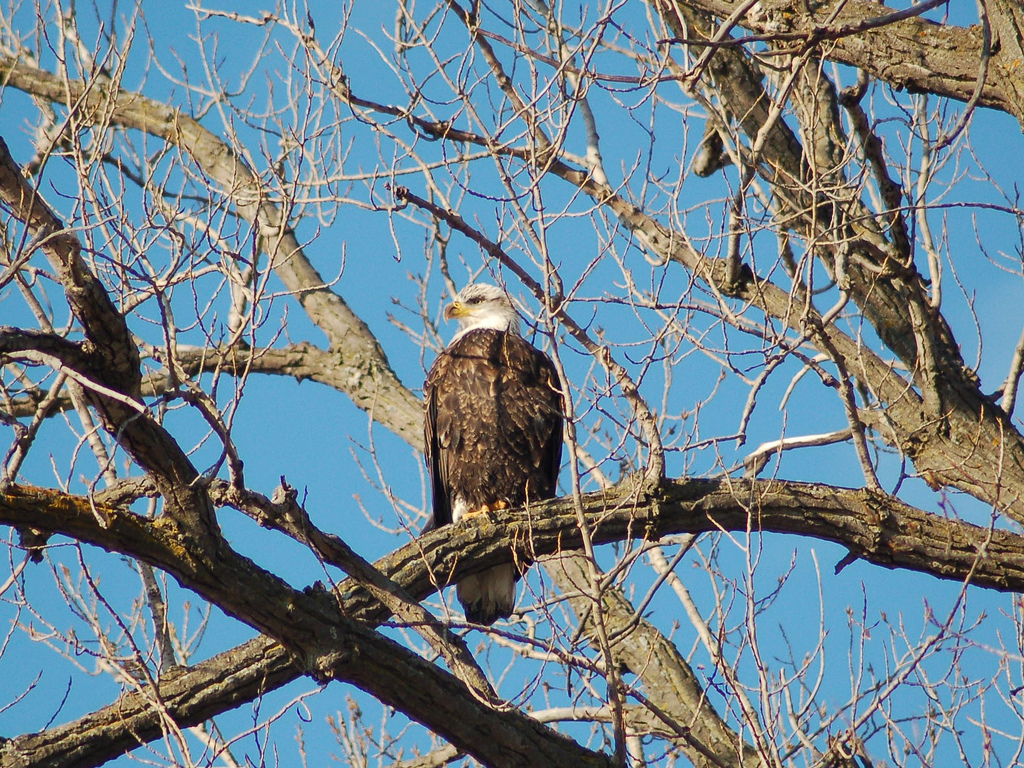
バーンズビルで見られたハゲワシ

石灰岩は比較的掘削が容易なので、地域には多くの自然や人工のオープン・スペースがあり、公共交通のために地下鉄を造ろうという時には、調査が必要になる。他の地域よりもコストは安くなるかもしれないが、地上交通よりは高くなる。

### 気候

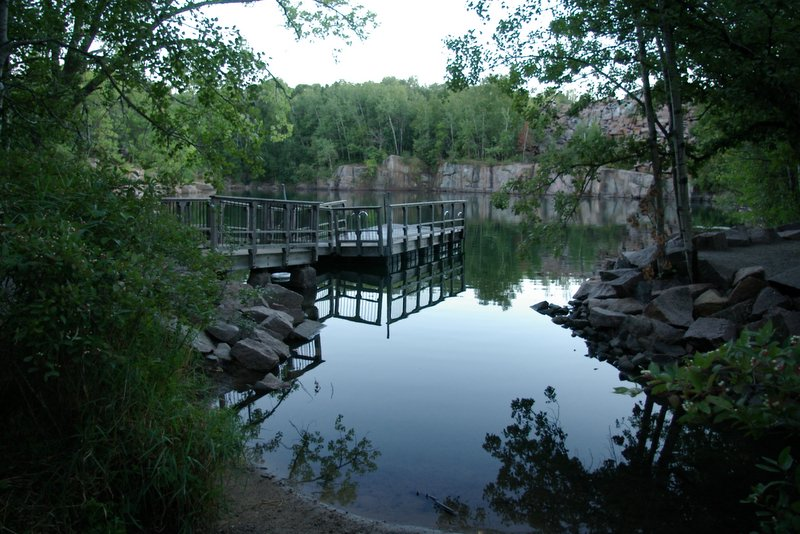
セントクラウドに近いウェイトパークにあるクエリー公園と自然保護区での8月の水泳

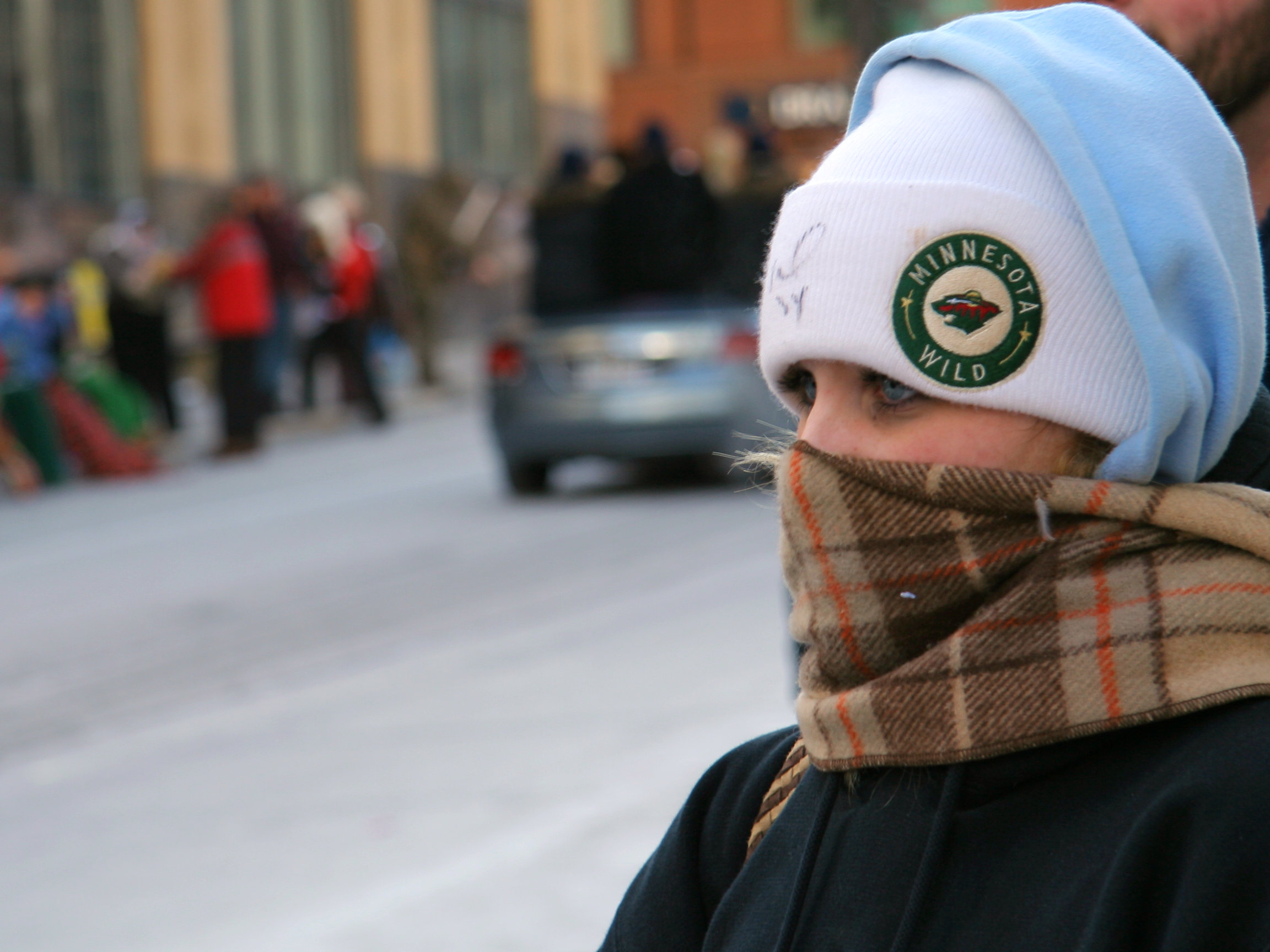
1月に開催されるセントポール冬のカーニバルの光景

ミネアポリス・セントポール都市圏は北部にあり内陸なので、アメリカ国内の大都市圏と比較して最も寒い気候にある。しかし、州内では南部にあり、都市部ヒートアイランド現象に助けられて、州内では温かい場所である。ミネアポリス・セントポール国際空港での年間平均気温は45.4 °F (7.4 °C) であり、ウィノナより 3.5 °F 寒く、ロゾーより 8.8 °F 温かい。月間平均最高気温は1月の 21.9 °F (−5.6 °C) から7月の 83.3 °F (28.5 °C) まで変化する。最低気温の方は 4.3 °F (−15.4 °C) から 63.0 °F (17 °C) である。
最低気温が 0 °F (−18 °C) 未満となるのは年間29.7日、最高気温が氷点を超えない日が年間76.2日ある。 90 °F (32 °C) を超える日は年間15日ある。近年は 100 °F (37 °C) 超えもよくある。最近では2012年7月6日だった。過去最低気温は1936年1月22日に空港で記録された −34 °F (−36.6 °C)、過去最高気温は同年7月14日に記録された 108 °F (42 °C) だった。
降水量の平均は年間 29.41 インチ (747 mm) であり、6月が4.34 インチ (110 mm) と最も多く、2月が0.79インチ (20 mm) と最も少ない。24時間降水量で最も多かったのは1987年7月23日の9.15インチ (232 mm) だった。年間降水量で最も少なかったのは1910年の11.54インチ (293 mm)、偶然だが最大年間降水量は翌年1911年に記録された40.15インチ (1,020 mm) だった。降雪量はいつも多いが、近年は例外的に少ない。
この地域は異常気象が起こりやすい。高速の突風、竜巻、鉄砲水、干ばつ、暑熱、極寒、吹雪と様々である。1998年5月15日のデレチョは被害が大きかった。雹や風による損害は9億5,000万米ドルに昇り、その多くがツインシティーズ内だった。1965年5月6日に起きた竜巻、1940年11月11日の吹雪、1991年のハロウィーン吹雪も被害が大きかった。2014年、極渦によってマース地域で気温が下がり、風速冷却によってグランドマレでは体感温度が-63 °F (−52.8 °C) まで下がったので、ブリムソンやバビットでは-40 °F (−40 °C) となった。
通常の植物生育期は4月下旬あるいは5月上旬から10月一杯までである。農政省による植物耐寒性区分は 4a になっている。

### 建築物と建造物

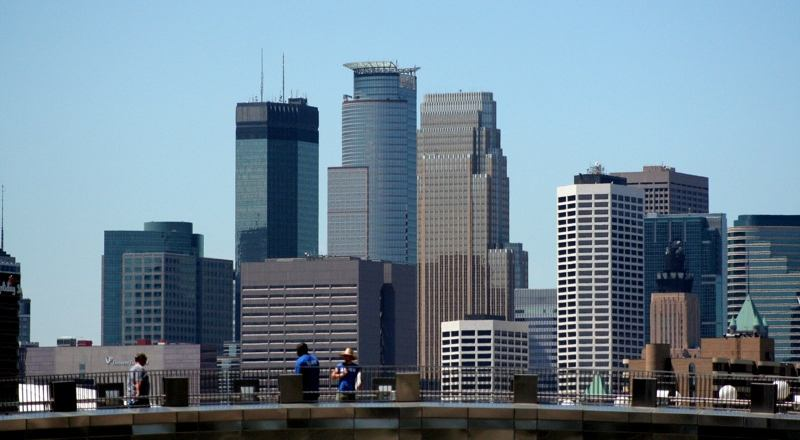
ミネアポリス市の高層建築群、左から右にIDSセンター、カペラ・タワー、ウェルズ・ファーゴ・センター

地域背の高いビルの4つまでがミネアポリス中心街にある。市の西部に1929年に建てられた最初の高層建築がフォシェイ・タワーだった。現在ではカペラ・タワーがIDSセンターを僅かに抜いて第1位だったが、2005年初期に屋上にあるウォッシュルーム・ガレージの16フィート (5 m) 分だけIDSセンターが高く、総高さ792フィート (241 m) となった。カペラ・タワーとウェルズ・ファーゴ・センターは1フィートか2フィート違うだけである。
建物は直ぐに老朽化し、急速に朽ちていく。あるブロックでは19世紀半ばから6、7回解体されており、近いうちに8回目や9回目が来ることが見えている。地域で支配的な建築様式は無い。様々な様式の混在であり、数世代の建築物が残っている。リチャードソン・ロマネスク様式の石造り建築が多く建設された時代があった。ミネアポリス市役所はその顕著な例であるが、ジェイムズ・J・ヒル・ハウスのような個人住宅を含みあらゆる種類の建築物が同様に設計されている。数十年後、アール・デコ調のセントポール市役所、フォシェイ・タワー、ミネアポリス郵便局が造られ今日も残っている。2つの都市の建築様式は大きく異なっている。ミネアポリスでは流線型を使ったり、近代的な硝子ファサードを使ったりするが、セントポールでは古い建築物に合うように伝統的なスタイルを用いることが多い。

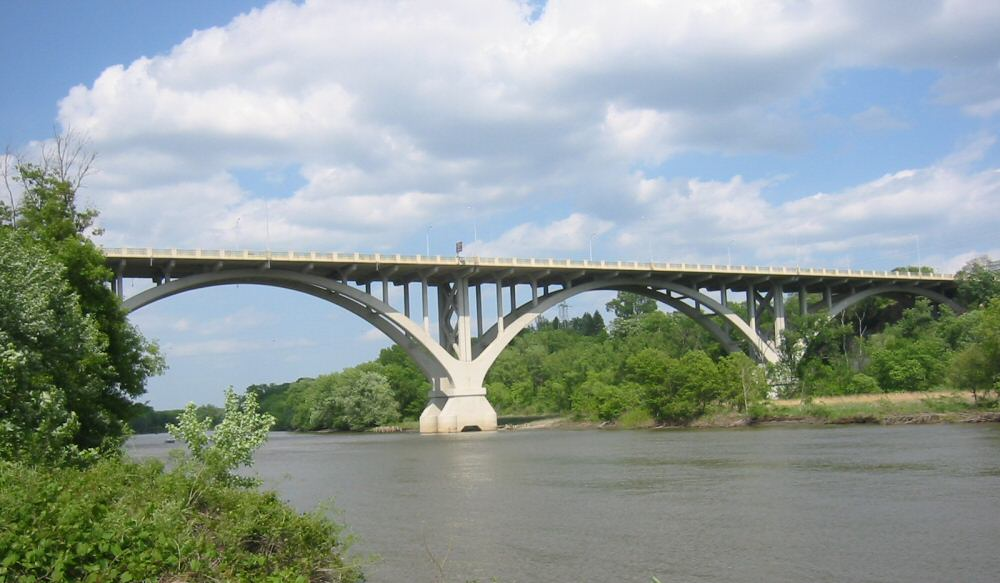
ミネソタ川に架かるメンドータ橋、フォートスネリングとメンドータを繋いでいる

ミネアポリス市とセントポール市は第二次世界大戦後に大規模な都市再生プロジェクトを実行したので、莫大な数の建物が歴史の中に消えていった。大型で、解体困難な建物が残っている。建物よりも橋で特徴が分かる場合がある。ミシシッピ川に架かる鉄筋コンクリート・アーチ橋は1920年代や1930年代に建設された。それらは現在も日々通行されているが、年齢の割に目を楽しませるものになっている。幾つかの橋はアメリカ合衆国国家歴史登録財に指定されている。10番街橋、インターシティ橋、ロバート通り橋などであり、最長のものはフォートスネリングに近い全長4,119フィート (1,255 m) のメンドータ橋である。この地域はミシシッピ川を渡す最初の橋が造られたことでも知られている。最初の橋は無くなったが、その時から1連のヘネピン・アベニュー橋が建設されてきた。中心街にはどちらにもスカイウェイと呼ぶ閉じられた歩道橋の広大なネットワークがある。

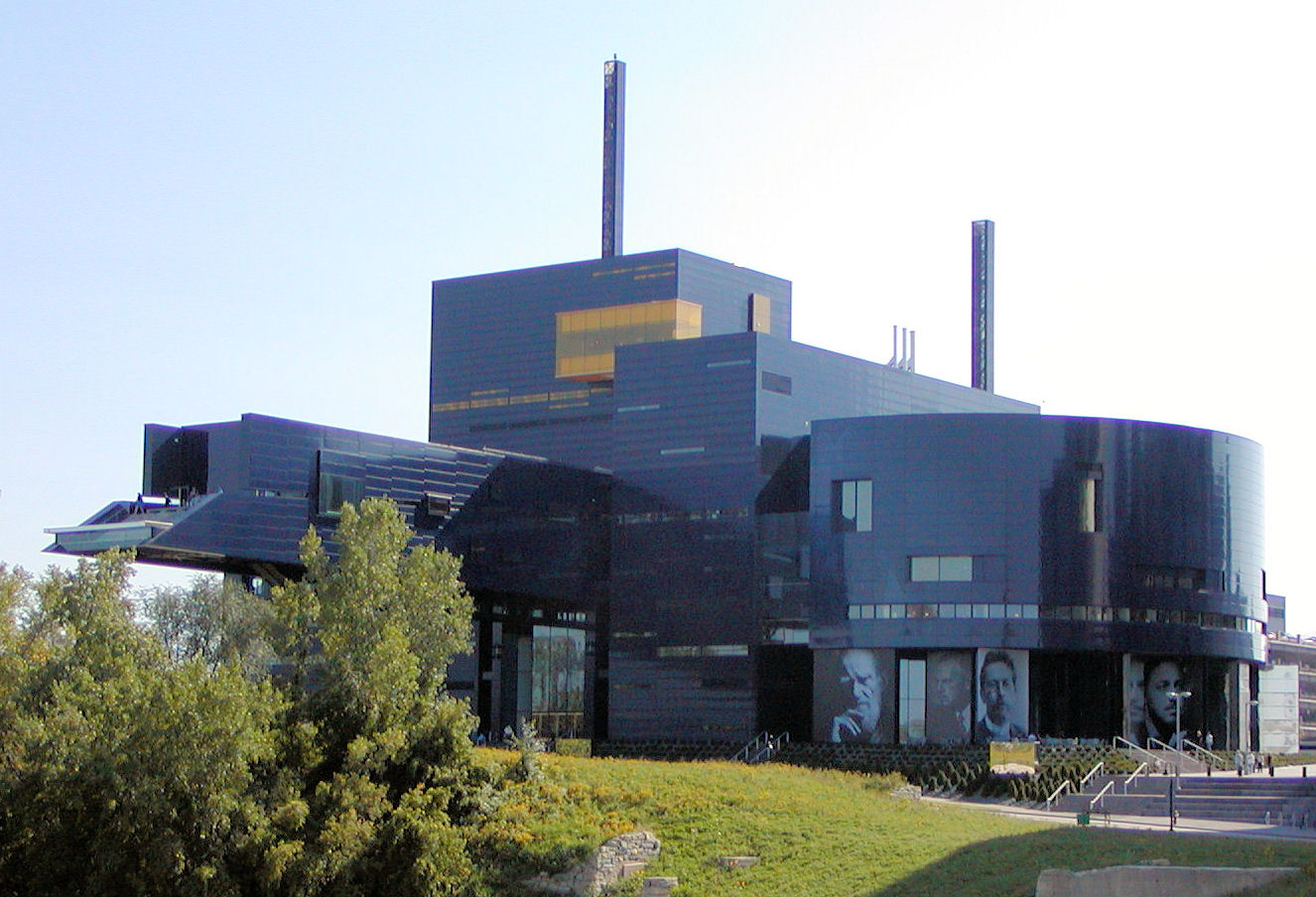
ミネアポリス市内、ミシシッピ川沿いのガスリー劇場

ミネアポリス市内にある幾つかの著名建築物は市を近代化させることになった。ウォーカー・アートセンター、中央公共図書館、ワイズマン美術館、ガスリー劇場などである。新しいウォーカー・アートセンターは2005年4月に開館して大きさが2倍近くなり、屋内外の施設が増えた。国際的には多くの専門分野にわたる芸術組織の単一モデルと認識され、観衆参加のための革新的方法に導くものと期待されている。ガスリー劇場は2006年6月に開館してから、メディアで何度も紹介された。デザインは建築家ジャン・ヌーベル、広さ 285,000 平方フィート (26,500 m²)、ホールは3つあり、1つは客席数1,100席のテーマ推進ホール、2つめは700席のプロセニアム、3つは席数を変えられるブラックボックス・スタジオとなっている。2002年、歴史保存のための全国信託が旧ガスリー劇場の建物を国内で最も危険性の高い歴史的資産に挙げた。これはウォーカー・アートセンターがこの劇場の占める土地を拡張すると発表したことに応えたものだった。しかし、古いガスリー劇場は2006年に解体された。この建物のプロジェクトが中心街の活性化させてきた。

## 高等教育機関
- アドラー大学院大学 - リッチフィールド
- アノーカ・ラムゼイ・コミュニティカレッジ -クーンラピッズ
- アノーカ工科カレッジ - アノーカ
- オーグスバーグ大学（英語版） - ミネアポリス
- ベセル大学 - アーデンヒルズ
- ブラウンカレッジ - メンドータハイツとブルックリンセンター
- カペラ大学 - ミネアポリス
- センチュリー・カレッジ - ホワイトベア・レイク
- コンコーディア大学（英語版） - セントポール
- クラウン・カレッジ - セントベニファシウス
- ダコタ郡工科カレッジ - ローズマウント
- ダンウッディ技術カレッジ（英語版） - ミネアポリス
- グローブ大学 - ブレイン、ブルックリンセンター、エルクリバー、レイクビル、プリマス、リッチフィールド、シャコピー
- ハムリン大学（英語版） - セントポール
- ヘネピン工科カレッジ - イーデンプレーリーとブルックリンパーク
- インバーヒルズ・コミュニティカレッジ - インバーグローブハイツ
- ルーテル神学校 - セントポール
- マカレスター大学 - セントポール
- マクナリー・スミス音楽カレッジ - セントポール
- メトロポリタン州立大学（英語版） - セントポールとミネアポリス
- ミネアポリス美術デザインカレッジ - ミネアポリス
- ミネアポリス・コミュニティ・アンド・テクニカル・カレッジ（英語版） - ミネアポリス
- ミネソタ州立大学 - エディナ
- ノーマンデール・コミュニティカレッジ - ブルーミントン
- ノースセントラル大学（英語版） - ミネアポリス
- ノースヘネピン・コミュニティカレッジ - ブルックリンパーク
- ノースウェスタン健康科学大学 - ブルーミントン
- ラスムッセン・カレッジ - ブルーミントン、ブレイン、ブルックリンパーク、イーガン、レイクエルモ
- セント・キャサリン大学（英語版） - セントポールとミネアポリス
- セントクラウド州立大学 - セントクラウド
- ミネソタ・セントメアリーズ大学 - ミネアポリス
- セントポール大学（英語版） - セントポール
- ツインシティーズ・ユナイテッド神学校 - ニューブライトン
- ミネソタ大学 - ミネアポリスとセントポール（ファルコン・ハイツ）
- セントポール・ノースウェスタン大学 - ローズビル
- セント・トーマス大学（英語版） - セントポールとミネアポリス
- ウォルデン大学 - ミネアポリス
- ウィリアム・ミッチェル法科カレッジ - セントポール

## 交通

### 道路と高規格道路

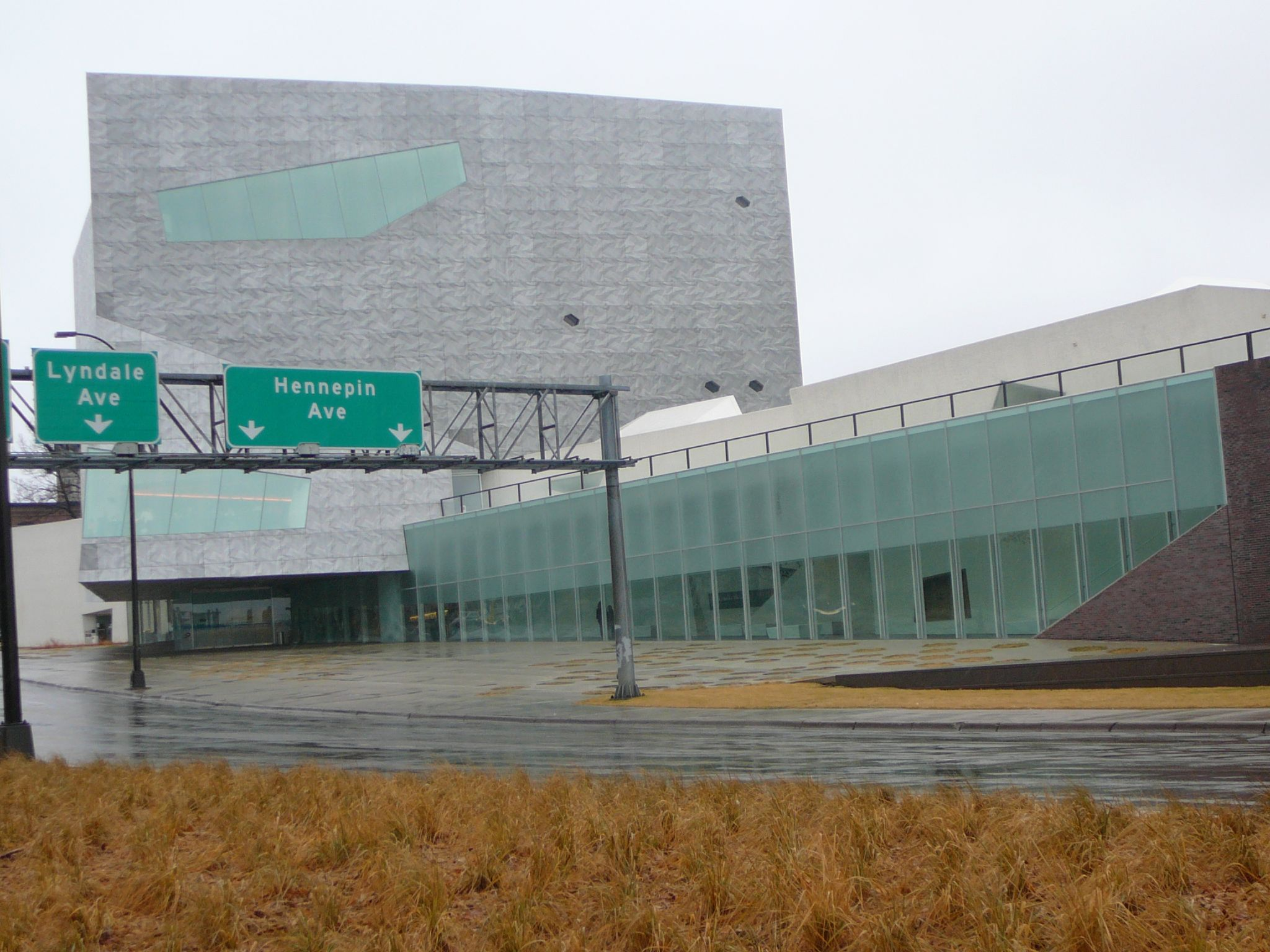
ヘネピン・アベニューのウォーカー・アートセンター

20世紀、ツインシティーズはかなり外側に広がった。自動車によって郊外部が大きく成長できた。その地域は現在多くの自動車専用道が人を車で運んでいる。地域には多くの監視カメラとランプメーターがあり交通渋滞を監視し、管理している。乗車人数の多い車を通すレーンが配されているが、他の地域まで広がってはいない。道路が渋滞したとき、バスは路肩通行を認められている。
州間高速道路94号線は東から地域に入り、ミネアポリス市から北西に向かう。同494号線/同694号線が環状路を作り、同394号線が西に向かい、94号線は北に向かう。さらに同35号線がツインシティーズの南部にあるバーンズビルで二手に分かれ、35号線東がセントポールに、35号線西がミネアポリスに入る。北のコロンバス、フォレストレイクのすぐ南で再び合流し、ダルースの終点に向かう。これは州間高速道路が二手に分かれて再度合流するという2つの例の1つである。もう1例はテキサス州ダラスとフォートワースの近くであり、35号線東がダラスに、35号線西がフォートワースに向かった後、再度合流して北上する。
2007年8月1日午後6時5分（中部標準時）、州間高速道路35号線西のミネアポリス市内ユニバーシティ・アベニューに近いミシシッピ川橋の大部分が崩壊した。代替橋は2008年9月18日に開通した。

### 州間高速道路
- 州間高速道路35号線
- 同35号線東
- 同35号線西
- 州間高速道路94号線
- 同394号線
- 同494号線
- 同694号線

### アメリカ国道s
- アメリカ国道10号線
- アメリカ国道12号線
- ラファイエット・フリーウェイ アメリカ国道52号線
- ジョンソン記念ハイウェイ アメリカ国道169号線
- ミネソタ退役兵記念ハイウェイ アメリカ国道212号線

### 主要州道
- ミネソタ州道36号線
- オルソン記念ハイウェイ ミネソタ州道55号線
- クロスタウン・ハイウェイ ミネソタ州道62号線
- ミネソタ州道77号線
- ミネソタ州道100号線
- ミネソタ州道610号線

### 空路
地域の主要空港はミネアポリス・セントポール国際空港であり、デルタ航空の主要ハブ空港である。地域には他にも小さな空港が多くあり、その多くはメトロポリタン空港委員会が所有運営している（ミネアポリス・セントポール国際空港と同じ運営組織である）。州の北部が航空機でツインシティーズ通勤する者もいる。

### 公共交通

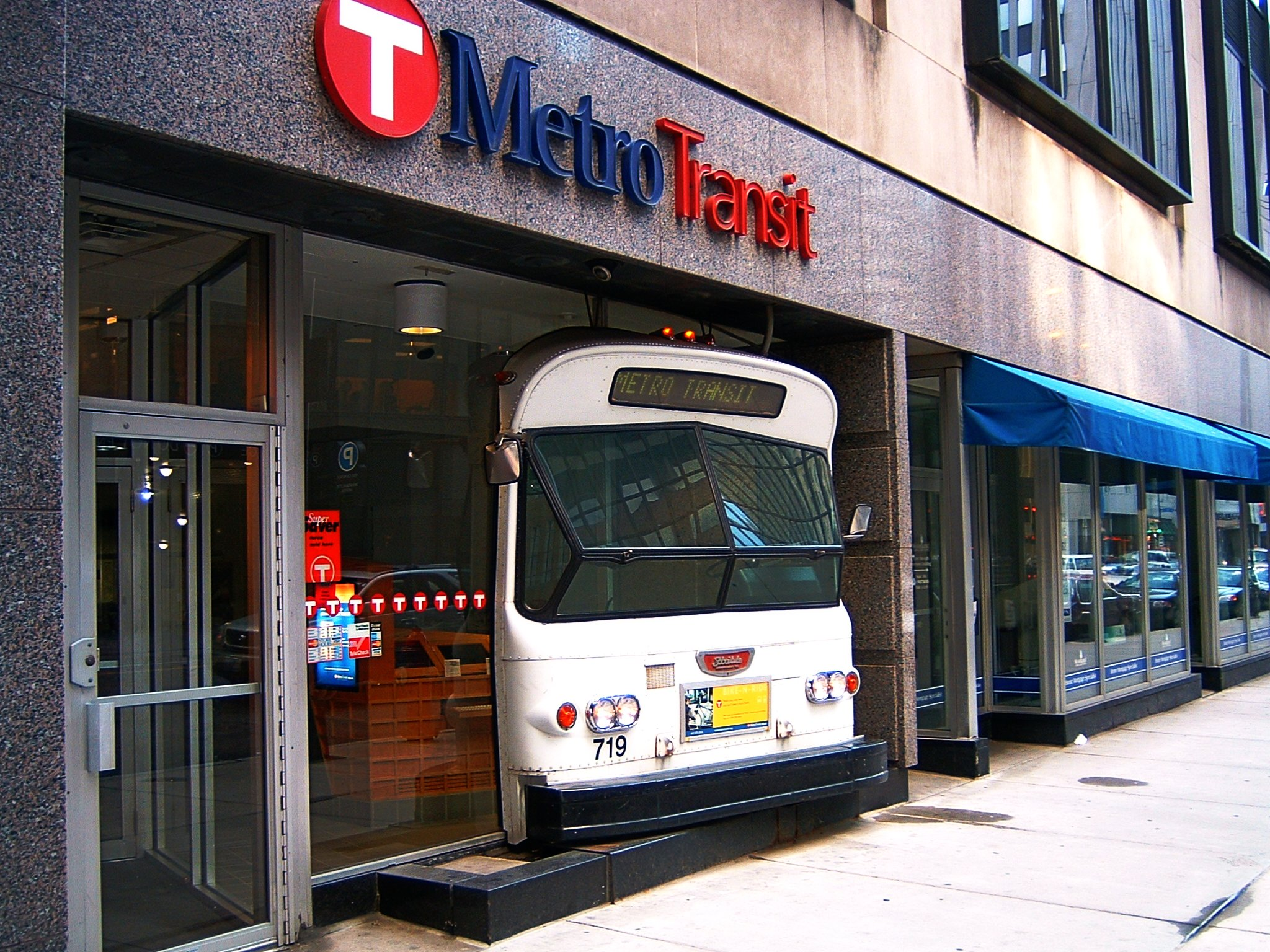
メトロトランジットの店頭

メトロトランジットが地域最大のバス運行主体であり、地域で運行されていた昔の路面電車の流れを引いている。メトロトランジットは地域公共交通の95%をカバーし、バスは900台近くあるが、郊外部には別の運行主体もある。ミネソタ大学ツインシティー校がそのキャンパス間で無料バスを運行している。この体系にはミネアポリス市とセントポール市のキャンパス間を専用線で、キャンパスの中では通常の道路と交わって接続するキャンパス・コネクター・バス・ラピッド・トランジット線がある。メトロトランジットが運行するライトレールのメトロ・ブルーラインが2004年6月に運行を始め、ミネアポリス市中心街、ミネアポリス・セントポール国際空港、ブルーミントンのモール・オブ・アメリカを繋いでいる。過去に存在したものへの復活として他のプロジェクトへの試金石となっている。

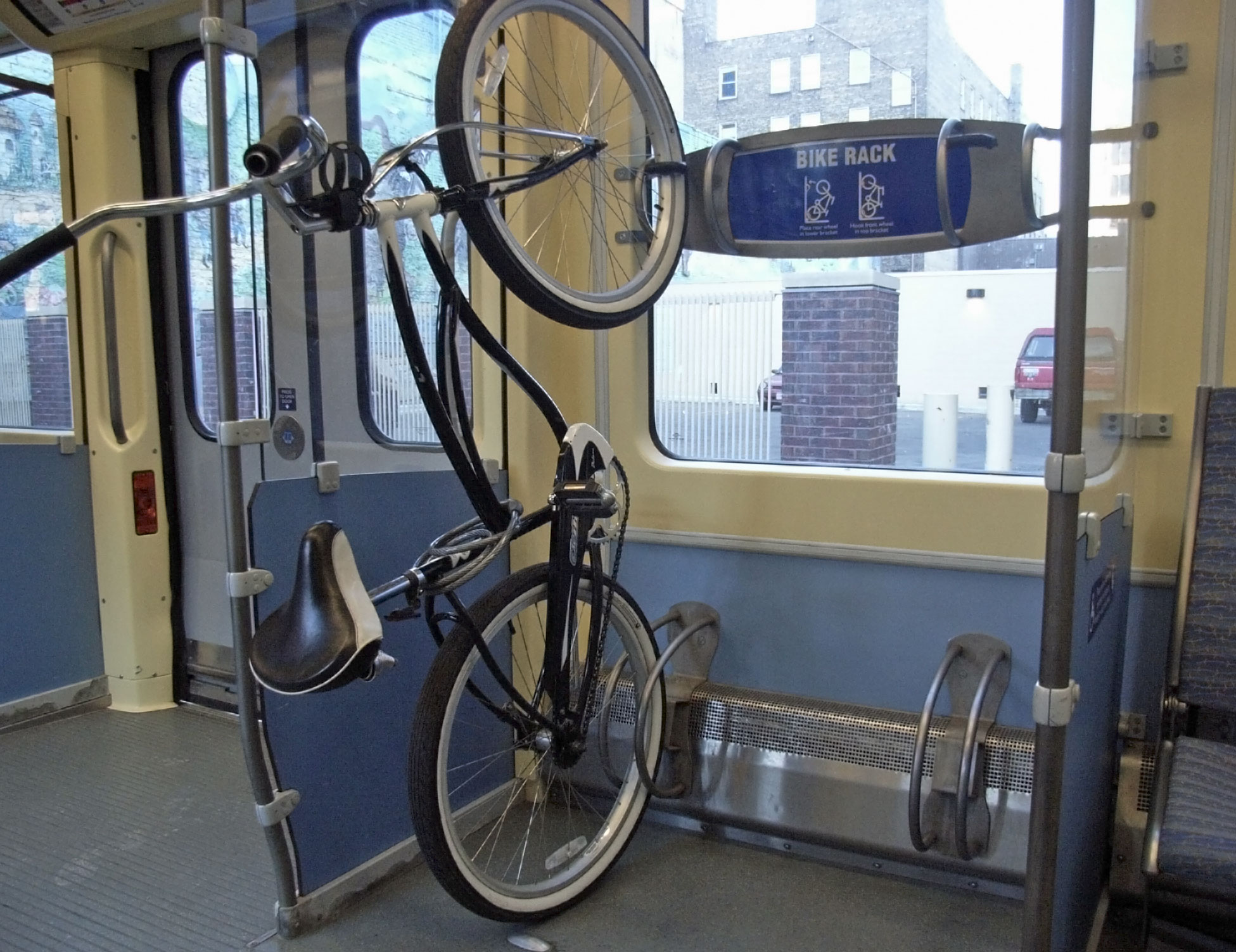
メトロ・ブルーライン電車内の自転車ラック

州や地方政府が様々な鉄道サービスを始めている。例えば、地区内路面電車、都市間ライトレール、郊外部からの通勤電車がある。さらにシカゴを地域ハブとして高速鉄道を走らせることも検討している。
ミネアポリス・セントポール都市圏は公共交通が不適切であるという批判を受けてきた。同様な大きさの他都市と比べて、公共交通は健常ではない。都市圏が成長するに連れて、道路とハイウェイが更新、拡幅されたが、交通量がそれよりも早く多くなり、公共交通は人口の増加につりあうほど拡張されてこなかった。同規模の大都市圏の中で、ミネアポリス・セントポール都市圏の渋滞度合いは5番目に悪いとされている。メトロ・ブルーラインが2004年に開通したが、他にも本線や支線の必要性が言われている。新線としてグリーンラインの建設が2011年に始まった。この線はユニバーシティ・アベニュー沿いにミネアポリス市中心街と、ミネソタ大学の各キャンパス、セントポール市中心街を結ぶものである。2014年6月14日に営業を開始した。ミネアポリス市中心街と南西郊外のイーデンプレーリーとを結ぶグリーンラインの延伸部が検討されている。ブルーライン延伸部はボッティノー・ブールバード沿いにミネアポリス市中心街と北西のブルックリンパークを結ぶ計画である。メトロ・レッドラインは急行バス路線であり、2013年にブルーミントンのモール・オブ・アメリカとレイクビルの間を、南部郊外部を通るシーダー・アベニューを使って開通した。オレンジラインは2019年開業予定であり、ミネアポリス市中心街とレイクビルを州間高速道路35号線西に沿って繋ぐ予定である。さらに通勤電車のノーススター線はミネアポリス市とビッグレイクを繋ぎ、2009年11月に開業した。この線は利用客数次第でセントクラウドまで延伸される可能性がある。

## メディア

### 印刷物
ツインシティーズでは「スター・トリビューン」と「セントポール・パイオニアプレス」という2つの日刊紙がある。さらに「ミネソタ・デイリー」はミネソタ大学のツインシティ・キャンパスと周辺地区で配布されている。他にも週刊紙の「イーストサイド・レビュー」や「シティ・ページ」が発行されている。

### テレビ

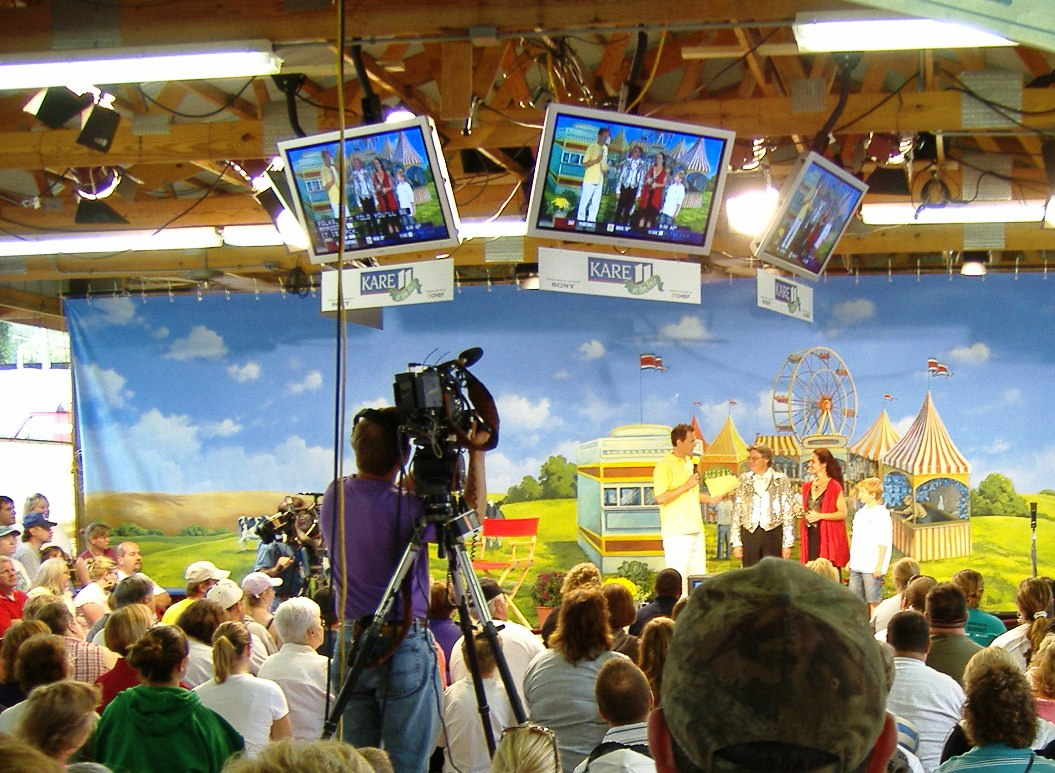
ミネソタ州祭の報道をするKAREテレビ

ニールセン・メディアリサーチに拠れば、この地域は国内第15位のテレビ市場である。国内17番目のテレビ放送を始めたのは1948年のことであり、受像機は3,000台あった。

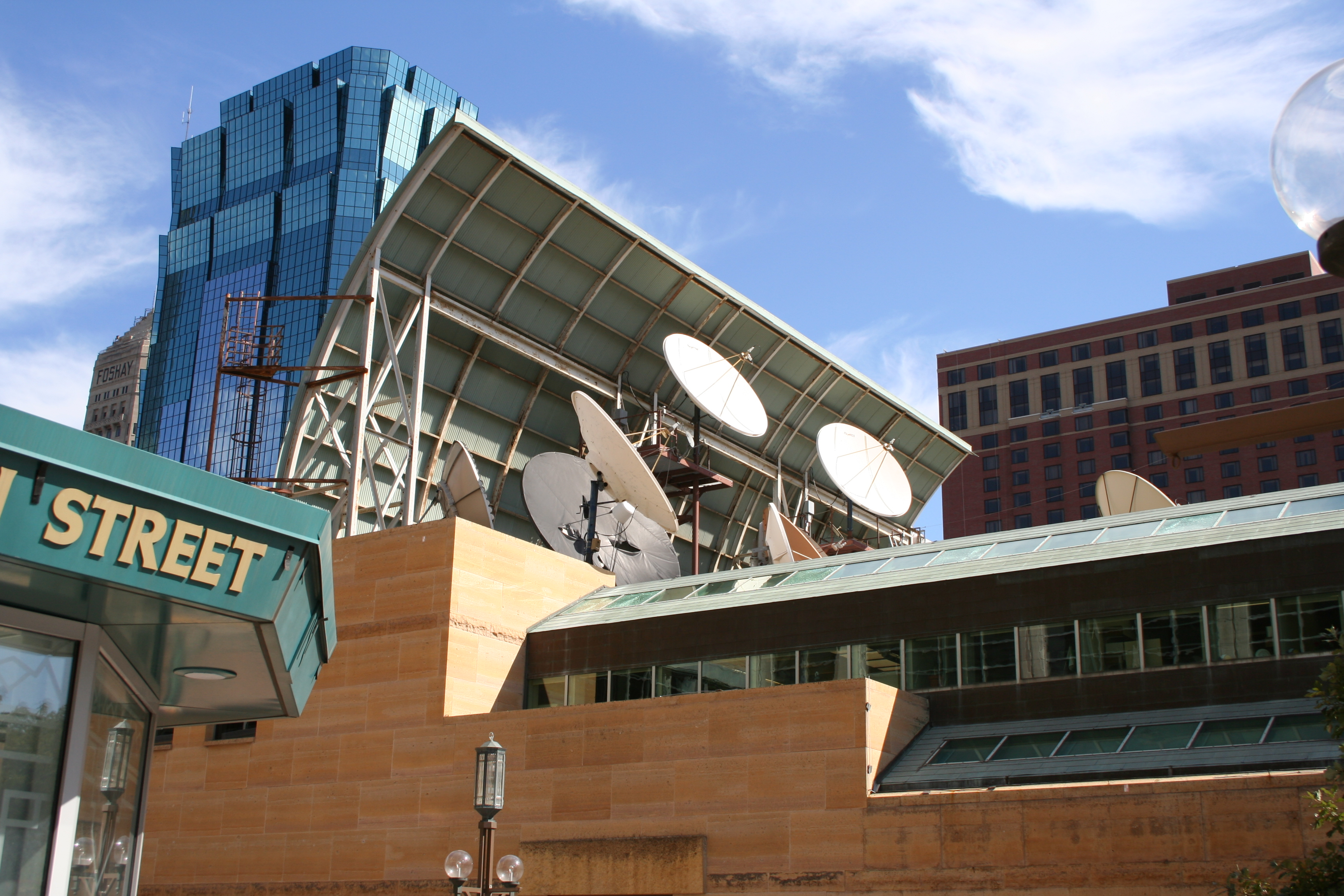
WCCO-TVのビル、ミネアポリス市

地域のコミュニティは独自のメトロ・ケーブル・ネットワークと呼ぶパブリック・教育・政府アクセス用ケーブルテレビを備えている。

### ラジオ
ラジオ市場はテレビよりも幾らか小さいものとみなされ、第16位である。

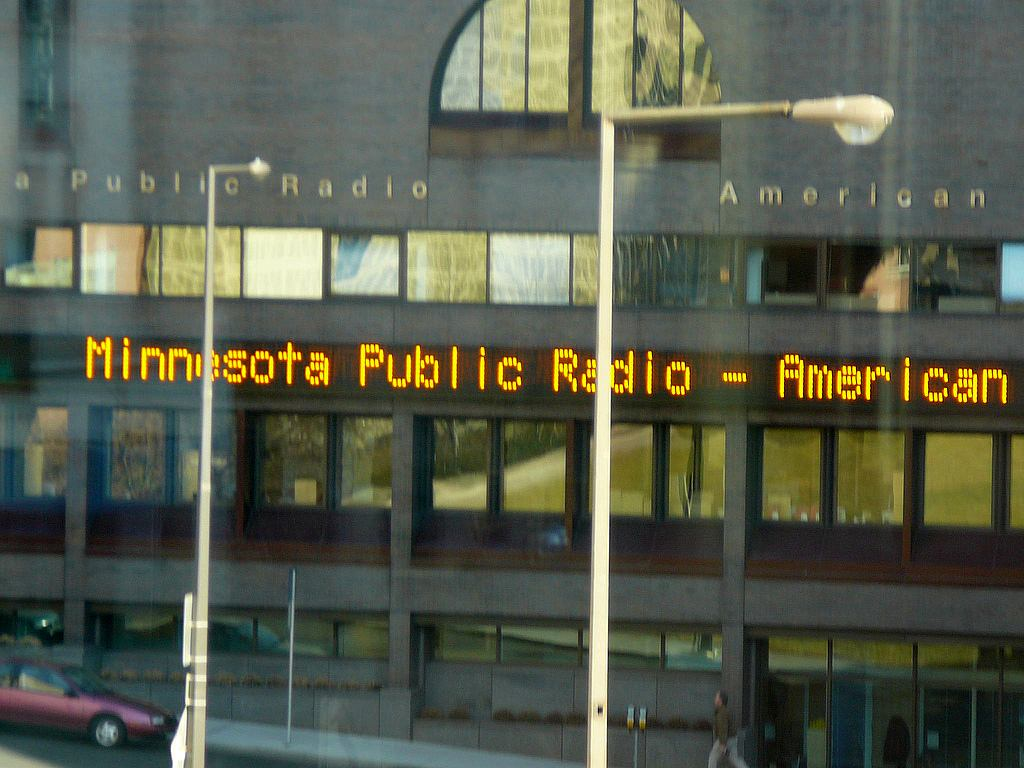
ミネソタ公共ラジオ、セントポール市

## 栄誉
アメリカ合衆国海軍が1983年に進水したロサンゼルス級原子力潜水艦の1隻にUSSミネアポリス・セントポールと名付けている。過去にはUSSミネアポリス（巡洋艦と重巡洋艦）とUSSセントポール（補助巡洋艦と重巡洋艦）があった。